# Torjus Hemmestveit
Torjus Hemmestveit, né le 13 novembre 1860 à Kviteseid et mort le 13 juin 1930 dans le comté de Pennington, est un skieur nordique norvégien et américain qui a obtenu la médaille Holmenkollen comme son frère, Mikkjel Hemmestveit en 1928. 

## Biographie
Torjus Hemmestveit est né à Kviteseid dans le comté de Telemark en Norvège. Torjus et Mikkjel Hemmestveit sont tous les deux originaires du village de Morgedal, dont le résident le plus célèbre était Sondre Norheim, souvent considéré comme le père du ski moderne. Les frères ont joué un rôle clé dans le développement du télémark en créant la première école de ski du monde en 1881 à Christiania, en Norvège (aujourd'hui Oslo). Il compte quatre succès à la Husebyrennet, course précurseur du Festival de ski d'Holmenkollen, remportant le combiné nordique en 1883 et 1888 ainsi que le 25 km et le 50 km de ski de fond en 1888.
En 1889, il a parcouru 50 km en 4 heures, 26 minutes, 30 secondes.
Les frères ont émigré dans le Minnesota aux États-Unis à la fin du dix-neuvième siècle et ont fondé plusieurs écoles de ski dans leur nouveau pays. Ils ont changé l'orthographe de leur nom de famille en Hemmestvedt aux États-Unis. Membre du Aurora Ski Club à Red Wing, il améliore le record du monde de longueur en saut à ski en 1893 avec une marque de 31,4 mètres, soit 0,3 mètre de plus que son frère Mikkjel.